# Xystrota virgota
Xystrota virgota là một loài bướm đêm trong họ Geometridae.